# Bartosz Arłukowicz
Bartosz Adam Arłukowicz, né le 30 décembre 1971 à Resko (Poméranie occidentale), est un médecin et homme politique polonais, membre de la Plate-forme civique (PO), ministre de la Santé de 2011 à 2015.

## Biographie

### Carrière
Il est diplômé en médecine et droit des affaires de l'université de Szczecin, il s'y est ensuite spécialisé en pédiatrie. Il travaille ensuite à la clinique de pédiatrie, d'hématologie et d'oncologie de l'université de médecine de Poméranie (pl), puis au sein des services d'urgence de la voïvodie de Poméranie occidentale.

### Vie politique
Élu au conseil municipal de Szczecin en 2002, il devient député à la Diète cinq ans plus tard. Il siège dans les différents groupes du centre gauche, puis adhère, en 2009, à l'Union du travail (UP). En mai 2011, il est nommé secrétaire d'État à la Lutte contre l'exclusion sociale auprès du président du Conseil des ministres, Donald Tusk, et rejoint alors la Plate-forme civique (PO).
Après avoir été réélu député aux élections générales du 9 octobre 2011, il est nommé ministre de la Santé le 18 novembre, dans le nouveau gouvernement de Donald Tusk. Il conserve ses fonctions dans le gouvernement Kopacz à partir de 2014. Le 10 juin 2015, il demande à la présidente du Conseil des ministres d'être relevé de ses fonctions. il demeure néanmoins en fonction jusqu'à l’officialisation de sa démission par la cheffe du gouvernement le 15 juin.
Aux élections parlementaires de 2023, il a été candidat en première position sur la liste de la Coalition civique dans la circonscription de Koszalin. Il a remporté un mandat parlementaire avec un total de 67 325 voix, entraînant ainsi sa démission du Parlement européen. À la Xe législature de la Diète, il a assumé la fonction de président de la Commission de la Santé.